# Združeni štab Oboroženih sil Združenih držav Amerike
Združeni štab oboroženih sil Združenih držav Amerike (angleško Joint Chiefs of Staff; JCS) je odbor, ki ga sestavljajo najvišji pripadniki vseh rodov oboroženih sil:
- načelnik združenega štaba oboroženih sil ZDA,
- namestnik načelnika združenega štaba oboroženih sil ZDA,
- Načelnik Generalštaba Kopenske vojske ZDA,
- načelnik pomorskih operacij ZDA,
- komandant Korpusa mornariške pehote Združenih držav Amerike in
- načelnik generalštaba vojnega letalstva ZDA.

Delo združenega štaba vodi, usmerja in nadzira načelnik združenega štaba oboroženih sil ZDA, ki ga v času odsotnosti nadomešča namestnik načelnika združenega štaba oboroženih sil ZDA.
Po reorganizaciji oboroženih sil (Goldwater-Nicholsonov zakon) združeni štab nima več operativnega poveljstva nad ameriškimi oboroženimi silami. Operativno poveljstvo se je preneslo na sekretarja za obrambo, ki neposredno izda ukaze bojnim poveljstvom ZDA.
Tako združeni štab skrbi le za bojno pripravljenost oboroženih sil in služi kot vojaško posvetovalno telo za predsednika ZDA in sekretarja za obrambo.

## Trenutni članki združenega štaba
| Položaj                                                     | Ime                        | Rod oboroženih sil                               |
| ----------------------------------------------------------- | -------------------------- | ------------------------------------------------ |
| Načelnik Združenega štaba oboroženih sil ZDA                | Admiral Michael Mullen     | Vojna mornarica Združenih držav Amerike          |
| Namestnik načelnika Združenega štaba oboroženih sil ZDA     | General James Cartwright   | Korpus mornariške pehote Združenih držav Amerike |
| Načelnik Generalštaba Kopenske vojske ZDA                   | General Martin E. Dempsey  | Kopenska vojska Združenih držav Amerike          |
| Komandant Korpusa mornariške pehote Združenih držav Amerike | General James F. Amos      | Korpus mornariške pehote Združenih držav Amerike |
| Načelnik pomorskih operacij ZDA                             | Admiral Gary Roughead      | Vojna mornarica Združenih držav Amerike          |
| Načelnik generalštaba Vojnega letalstva ZDA                 | General Norton A. Schwartz | Vojno letalstvo Združenih držav Amerike          |